# Schwarze Glücksspinne
Die Schwarze Glücksspinne (Erigone atra), auch oft Zwergspinne genannt, ist eine Spinnenart aus der Unterfamilie der Zwergspinnen innerhalb der Familie der Baldachinspinnen (Linyphiidae).

## Aussehen
Die Schwarze Glücksspinne ist nur etwa 1,8 bis 2,8 Millimeter groß. Vorderkörper (Prosoma) und Hinterleib (Opisthosoma) sind einheitlich dunkelbraun, fast schwarz. Der Hinterleib ist dabei mit kurzen Haaren bedeckt, der Vorderkörper dagegen ist unbehaart und hat eine glatte glänzende Oberfläche. Beim Männchen ist die Augenregion stark erhöht. Die Beine sind bei beiden Geschlechtern einheitlich braun gefärbt.
Erigone atra ist anderen Arten der Gattung Erigone und Arten der verwandten Gattungen sehr ähnlich. Sie kann von diesen nur anhand der Geschlechtsorgane sicher unterschieden werden.

## Lebensweise und Verbreitung
Die Schwarze Glücksspinne ist weltweit verbreitet und trägt mit zigtausendfach sich durch die Luft fortbewegenden Individuen stark zum Altweibersommer bei. Schwarze Glücksspinnen lassen sich mit dem Wind verdriften. Dafür erklimmen sie teilweise massenhaft einen etwas erhöhten Standort, lassen einen Faden austreten und warten, bis sie der Wind mitnimmt.
Reife Tiere kommen das ganze Jahr über vor, auch im Herbst und Winter. Die Schwarze Glücksspinne ist eine der häufigsten Arten. Sie ist fast überall anzutreffen (ausgenommen sehr trockene Gegenden) – in Städten ebenso wie im Gebirge, aber besonders an Küsten, Binnengewässern, Mooren und Feuchtwiesen.